# Élections au Parlement basque de 2012
Les élections au Parlement basque de 2012 (en basque : 2012ko Eusko Legebiltzarrerako hauteskundeak, en espagnol : Elecciones al Parlamento Vasco de 2012) se tiennent de manière anticipée le dimanche 21 octobre 2012 afin d'élire les 75 députés de la Xe législature du Parlement basque pour un mandat de quatre ans.
Le scrutin est convoqué en avance par le président du gouvernement socialiste Patxi López, qui avait mis fin en décembre 2009 à trente ans de domination du Parti nationaliste basque, après qu'il a perdu le soutien du Parti populaire. Il est le premier à se tenir depuis le renoncement d'ETA aux activités terroristes.
Le résultat conduit à l'élection d'une large majorité de députés nationalistes en raison de l'irruption à la deuxième place des forces politiques d'Euskal Herria Bildu, qui réalise le meilleur résultat de la gauche abertzale. Conformément à sa domination traditionnelle sur le paysage politique basque, le Parti nationaliste vire en tête. Le Parti socialiste au pouvoir est victime d'un vote sanction tandis que le Parti populaire ne parvient pas à mobiliser sa base électorale.
Six semaines après la tenue du scrutin, Iñigo Urkullu est investi président du gouvernement à la majorité simple.

## Contexte

### Alternance historique
Au cours des élections autonomiques du 1er mars 2009, les partis représentant le nationalisme basque perdent pour la première fois en trois décennies leur majorité, avec seulement 37 députés sur 75, dont 30 pour le Parti nationaliste basque (EAJ-PNV) du président du gouvernement (lehendakari) Juan José Ibarretxe. Le Parti socialiste (PSE-EE-PSOE) de Patxi López peut donc envisager une majorité avec le Parti populaire (PP) et Union, progrès et démocratie (UPyD). Le recomptage des bulletins dépouillés et du vote par correspondance donne au Parti socialiste un député supplémentaire au détriment du camp nationaliste.
Après que le PSE-EE-PSOE et le PP ont conclu le 1er avril suivant un accord de coopération, Patxi López est investi le 5 mai lehendakari par 39 voix favorables, tandis que Juan José Ibarretxe en obtient 35, ce qui met un terme à trente ans d'hégémonie nationaliste.

### Renoncement d'ETA à la lutte armée
Le groupe terroriste indépendantiste Euskadi ta Askatasuna (ETA) annonce le 5 septembre 2010, sous la pression de ses soutiens, un cessez-le-feu sans limite de temps et inconditionnel. Le 10 janvier 2011, ETA proclame un cessez-le-feu « général, permanent et vérifiable [...] par la communauté internationale », qu'elle présente comme « [son] engagement envers un processus de solution définitive et de fin de la confrontation armée ». Par une déclaration rendue publique le 19 octobre 2011, ETA décide « la cessation définitive de la lutte armée », appelant à un « dialogue direct » avec les États français et espagnol pour régler le sort des prisonniers et des combattants clandestins, ce qui met un terme à 43 ans d'activité terroriste ayant causé la mort de 829 personnes.

### Émergence de la gauche abertzale et rupture PSOE/PP
Les élections municipales du 22 mai 2011 sont marquées par l'émergence de la coalition de gauche abertzale Bildu, qui prend directement la deuxième place des forces politiques et met en difficulté aussi bien le Parti socialiste que le Parti nationaliste, spécialement dans le Guipuscoa. Lors des élections générales anticipées du 20 novembre suivant, l'EAJ-PNV et la coalition de la gauche abertzale Amaiur conquièrent une majorité des sièges, tandis que le PSOE et le PP sont en recul, ce qui les place dans une situation délicate à moins de deux ans des prochaines élections autonomiques et alors que des élections à caractère national devraient leur être davantage favorables.
Le président régional du PP, Antonio Basagoiti, annonce la rupture de l'accord avec le PSE-EE-PSOE le 7 mai 2012, quelques jours après que Patxi López a annoncé un recours devant le Tribunal constitutionnel contre les coupes budgétaires décidées par le gouvernement espagnol de Mariano Rajoy. Le 21 août suivant, le président du gouvernement basque décidé de la convocation d'élections anticipées pour le 21 octobre, constatant l'absence de majorité au sein du Parlement.

## Mode de scrutin

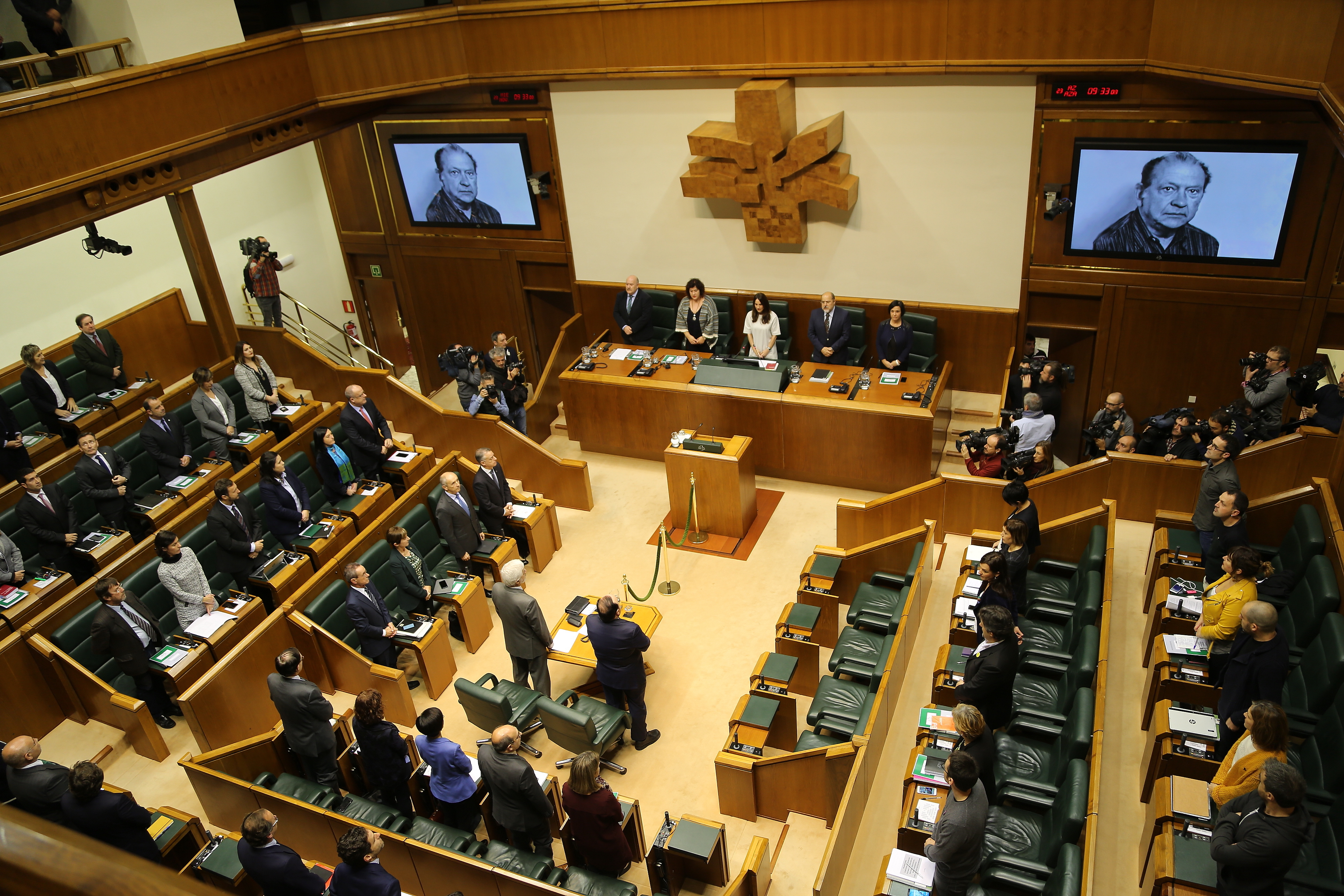
Salle des séances du Parlement basque.

Le Parlement basque (Eusko Legebiltzarra, Parlamento Vasco) est l'assemblée législative monocamérale de la communauté autonome du Pays basque. Il est constitué de 75 députés (diputatuak) élu pour une législature de quatre ans au suffrage universel direct selon les règles du scrutin proportionnel d'Hondt par l'ensemble des personnes résidant dans la communauté autonome où résidant momentanément à l'extérieur de celle-ci, si elles en font la demande.

### Nombre de députés
L'article 26 du statut d'autonomie de 1979 dit « de Guernica » dispose que le Parlement sera composé d'un nombre égal de députés représentant les territoires historiques — l'Alava, le Guipuscoa et la Biscaye — et élu pour une période de quatre ans. En vertu de l'article 10 de la loi 5/1990 relative aux élections au Parlement basque, le nombre de députés par circonscription est fixé à 25, ce qui établit la composition de l'hémicycle à 75 parlementaires.
| Circonscriptions | Députés | Carte                        |
| ---------------- | ------- | ---------------------------- |
| Alava            | 25      | Députés par circonscription. |
| Biscaye          | 25      | Députés par circonscription. |
| Guipuscoa        | 25      | Députés par circonscription. |

### Convocation et candidatures
Conformément à l'article 46 de la loi électorale 5/1990, les élections sont convoquées par le président du gouvernement basque au moyen d'un décret qui doit être pris le 25e jour précédant l'expiration de la législature — quatre ans après le précédent scrutin, jour pour jour — et publié le lendemain au Journal officiel (Boletín Oficial del País Vasco, BOPV). Les élections doivent se tenir 54 jours après cette publication.
Peuvent présenter des candidatures : 
- les partis, associations et fédérations politiques inscrits au registre des associations politiques du ministère de l'Intérieur ;
- les coalitions électorales formées par les entités précitées ;
- les groupes d'électeurs, à la condition d'avoir réuni les parrainages d'au moins 1 % des électeurs de la circonscription électorale concernée[16].

Tous les candidats doivent être résidents enregistrés au Pays basque, ou prouver que leur dernière domiciliation administrative se trouvait sur le territoire basque s'ils sont expatriés. Les listes de candidats doivent présenter au moins 50 % de femmes, cette proportion devant se retrouver pour chaque groupe de six candidats,.

### Répartition des sièges
Le Parlement est élu au scrutin proportionnel d'Hondt. La répartition des sièges est opérée de la manière suivante : 
- les listes sont classées par ordre décroissant selon le nombre de votes obtenus ;
- le nombre de votes de chaque liste est divisé par 1, puis 2, puis 3... jusqu'au nombre total de sièges à pourvoir ;
- les sièges sont attribués aux quotients les plus élevés, toutes listes confondues, par ordre décroissant jusqu'au dernier siège à pourvoir

Seules les listes ayant remporté au moins 3 % des suffrages valables dans la circonscription concernée, ce qui inclut les votes blancs, participent à cette répartition.

## Campagne

### Forces politiques
| Force politique | Force politique                                                                                              | Force politique                                                                                              | Force politique | Chef de file              | Idéologie                                                               | Résultats en 2009           |
| --------------- | --- | --- | --------------- | ------------------------- | ----------------------------------------------------------------------- | --------------------------- |
|                 | Parti nationaliste basque (eu) Euzko Alderdi Jeltzalea (es) Partido Nacionalista Vasco                       | Parti nationaliste basque (eu) Euzko Alderdi Jeltzalea (es) Partido Nacionalista Vasco                       | EAJ-PNV         | Iñigo Urkullu             | Centre droit Nationalisme, démocratie chrétienne, libéral-conservatisme | 38,56 % des voix 30 députés |
|                 | Parti socialiste du Pays basque-Gauche basque-PSOE (es) Partido Socialista de Euskadi-Euskadiko Ezkerra-PSOE | Parti socialiste du Pays basque-Gauche basque-PSOE (es) Partido Socialista de Euskadi-Euskadiko Ezkerra-PSOE | PSE-EE-PSOE     | Patxi López (Lehendakari) | Centre gauche Social-démocratie, progressisme                           | 30,70 % des voix 25 députés |
|                 | Parti populaire (es) Partido Popular                                                                         | Parti populaire (es) Partido Popular                                                                         | PP              | Antonio Basagoiti         | Centre droit à droite Libéral-conservatisme, démocratie chrétienne      | 14,10 % des voix 13 députés |
|                 | Euskal Herria Bildu (fr) Réunir le Pays basque                                                               | Euskal Herria Bildu (fr) Réunir le Pays basque                                                               | EH Bildu        | Laura Mintegi             | Gauche à extrême gauche Progressisme, nationalisme, indépendantisme     | 9,72 % des voix 5 députés   |
|                 | Sortu | |                 | Laura Mintegi             | Gauche à extrême gauche Progressisme, nationalisme, indépendantisme     | 9,72 % des voix 5 députés   |
|                 | Eusko Alkartasuna                                                                                            | EA |                 | Laura Mintegi             | Gauche à extrême gauche Progressisme, nationalisme, indépendantisme     | 9,72 % des voix 5 députés   |
|                 | Aralar | |                 | Laura Mintegi             | Gauche à extrême gauche Progressisme, nationalisme, indépendantisme     | 9,72 % des voix 5 députés   |
|                 | Alternatiba                                                                                                  | |                 | Laura Mintegi             | Gauche à extrême gauche Progressisme, nationalisme, indépendantisme     | 9,72 % des voix 5 députés   |
|                 | Ezker Batua-Berdeak (fr) Gauche unie-Les Verts                                                               | Ezker Batua-Berdeak (fr) Gauche unie-Les Verts                                                               | EB-B            | Raquel Modubar Álvarez    | Gauche Socialisme démocratique, républicanisme, écologie                | 3,51 % des voix 1 député    |
|                 | Union, progrès et démocratie (es) Unión Progreso y Democracia                                                | Union, progrès et démocratie (es) Unión Progreso y Democracia                                                | UPyD            | Gorka Maneiro (es)        | Centre Progressisme, social-libéralisme, unionisme                      | 2,15 % des voix 1 député    |

## Résultats

### Voix et sièges

#### Total régional
|                          |                                                                  |           |       |       |        |               |  |  |  |  |  |  |  |  |
| Parti                    | Parti                                                            | Voix      | %     | +/-   | Sièges | +/-           |  |  |  |  |  |  |  |  |
|                          | Parti nationaliste basque (EAJ-PNV)                              | 384 766   | 34,16 | 4,40  | 27     | 3             |  |  |  |  |  |  |  |  |
|                          | Euskal Herria Bildu (EH Bildu)                                   | 277 923   | 24,67 | 14,95 | 21     | 16            |  |  |  |  |  |  |  |  |
|                          | Parti socialiste du Pays basque-Gauche basque-PSOE (PSE-EE-PSOE) | 212 809   | 18,89 | 11,81 | 16     | 9             |  |  |  |  |  |  |  |  |
|                          | Parti populaire (PP)                                             | 130 584   | 11,59 | 2,51  | 10     | 3             |  |  |  |  |  |  |  |  |
|                          | Gauche unie-Les Verts-Gauche plurielle (IU-LV)                   | 30 318    | 2,69  | Nv    | 0      | en stagnation |  |  |  |  |  |  |  |  |
|                          | Union, progrès et démocratie (UPyD)                              | 21 539    | 1,91  | 0,24  | 1      | en stagnation |  |  |  |  |  |  |  |  |
|                          | Ezker Batua-Berdeak (EB-B)                                       | 17 345    | 1,54  | 1,97  | 0      | 1             |  |  |  |  |  |  |  |  |
|                          | Equo Les Verts-Écologistes du Pays basque (Equo)                 | 11 625    | 1,03  | Nv    | 0      | en stagnation |  |  |  |  |  |  |  |  |
|                          | Sièges en blanc (Eb-Az)                                          | 11 480    | 1,02  | Nv    | 0      | en stagnation |  |  |  |  |  |  |  |  |
|                          | Parti animaliste contre la maltraitance animale (PACMA/ATTKA)    | 4 066     | 0,37  | 0,21  | 0      | en stagnation |  |  |  |  |  |  |  |  |
|                          | Hartos.org                                                       | 2 831     | 0,25  | Nv    | 0      | en stagnation |  |  |  |  |  |  |  |  |
|                          | Por un Mundo más Justo (PUM+J)                                   | 2 476     | 0,22  | 0,08  | 0      | en stagnation |  |  |  |  |  |  |  |  |
|                          | Parti humaniste (PH)                                             | 1 113     | 0,10  | Nv    | 0      | en stagnation |  |  |  |  |  |  |  |  |
|                          | Autres partis                                                    | 2 885     | 0,26  | –     | 0      | en stagnation |  |  |  |  |  |  |  |  |
|                          | Vote blanc                                                       | 14 640    | 1,30  | 0,20  |        |               |  |  |  |  |  |  |  |  |
|                          |                                                                  |           |       |       |        |               |  |  |  |  |  |  |  |  |
| Votes exprimés           | Votes exprimés                                                   | 1 126 400 | 99,19 |       |        |               |  |  |  |  |  |  |  |  |
| Votes nuls               | Votes nuls                                                       | 9 168     | 0,81  |       |        |               |  |  |  |  |  |  |  |  |
| Total                    | Total                                                            | 1 135 568 | 100   | –     | 75     | en stagnation |  |  |  |  |  |  |  |  |
| Abstentions              | Abstentions                                                      | 639 783   | 36,04 |       |        |               |  |  |  |  |  |  |  |  |
| Inscrits / Participation | Inscrits / Participation                                         | 1 775 351 | 63,96 |       |        |               |  |  |  |  |  |  |  |  |

#### Par circonscription
| Circonscription | Circonscription | Alava   | Alava   | Alava  | Alava         | Biscaye | Biscaye | Biscaye | Biscaye       | Guipuscoa | Guipuscoa | Guipuscoa | Guipuscoa     |
| --------------- | --------------- | ------- | ------- | ------ | ------------- | ------- | ------- | ------- | ------------- | --------- | --------- | --------- | ------------- |
|                 |                 |         |         |        |               |         |         |         |               |           |           |           |               |
| Sièges          | Sièges          | 25      | 25      | 25     | en stagnation | 25      | 25      | 25      | en stagnation | 25        | 25        | 25        | en stagnation |
|                 |                 |         |         |        |               |         |         |         |               |           |           |           |               |
|                 |                 | Nombre  | Nombre  | %      | %             | Nombre  | Nombre  | %       | %             | Nombre    | Nombre    | %         | %             |
| Inscrits        | Inscrits        | 250 994 | 250 994 | 100,00 | 100,00        | 948 422 | 948 422 | 100,00  | 100,00        | 575 935   | 575 935   | 100,00    | 100,00        |
| Abstentions     | Abstentions     | 91 375  | 91 375  | 36,41  | 36,41         | 336 939 | 336 939 | 35,53   | 35,53         | 211 469   | 211 469   | 36,72     | 36,72         |
| Votants         | Votants         | 159 619 | 159 619 | 63,59  | 63,59         | 611 483 | 611 483 | 64,47   | 64,47         | 364 466   | 364 466   | 63,28     | 63,28         |
| Nuls            | Nuls            | 2 348   | 2 348   | 1,47   | 1,47          | 4 721   | 4 721   | 0,77    | 0,77          | 2 099     | 2 099     | 0,58      | 0,58          |
| Exprimés        | Exprimés        | 157 271 | 157 271 | 98,53  | 98,53         | 606 762 | 606 762 | 99,23   | 99,23         | 362 367   | 362 367   | 99,42     | 99,42         |
|                 |                 |         |         |        |               |         |         |         |               |           |           |           |               |
| Partis          | Partis          | Voix    | %       | Sièges | +/−           | Voix    | %       | Sièges  | +/−           | Voix      | %         | Sièges    | +/−           |
|                 | EAJ-PNV         | 40 116  | 25,51   | 7      | 1             | 230 204 | 37,94   | 11      | 1             | 114 446   | 31,58     | 9         | 1             |
|                 | EH Bildu        | 34 193  | 21,74   | 6      | 5             | 128 644 | 21,20   | 6       | 5             | 115 086   | 31,76     | 9         | 6             |
|                 | PSE-EE-PSOE     | 30 358  | 19,30   | 6      | 3             | 113 536 | 18,71   | 5       | 3             | 68 915    | 19,02     | 5         | 3             |
|                 | PP              | 29 374  | 18,68   | 5      | 1             | 70 749  | 11,66   | 3       | 1             | 30 461    | 8,41      | 2         | 1             |
|                 | IU-LV           | 4 579   | 2,91    | 0      | en stagnation | 16 109  | 2,65    | 0       | en stagnation | 9 630     | 2,66      | 0         | en stagnation |
|                 | UPyD            | 5 453   | 3,47    | 1      | en stagnation | 10 855  | 1,79    | 0       | en stagnation | 5 231     | 1,44      | 0         | en stagnation |
|                 | EB-B            | 2 488   | 1,58    | 0      | en stagnation | 9 817   | 1,62    | 0       | en stagnation | 5 040     | 1,39      | 0         | 1             |
|                 | Autres          | 8 440   | 5,36    |        |               | 19 199  | 3,16    |         |               | 8 837     | 2,44      |           |               |
|                 | Blancs          | 2 270   | 1,44    | 7 649  | 1,26          | 4 721   | 1,30    |         |               |           |           |           |               |

### Analyse

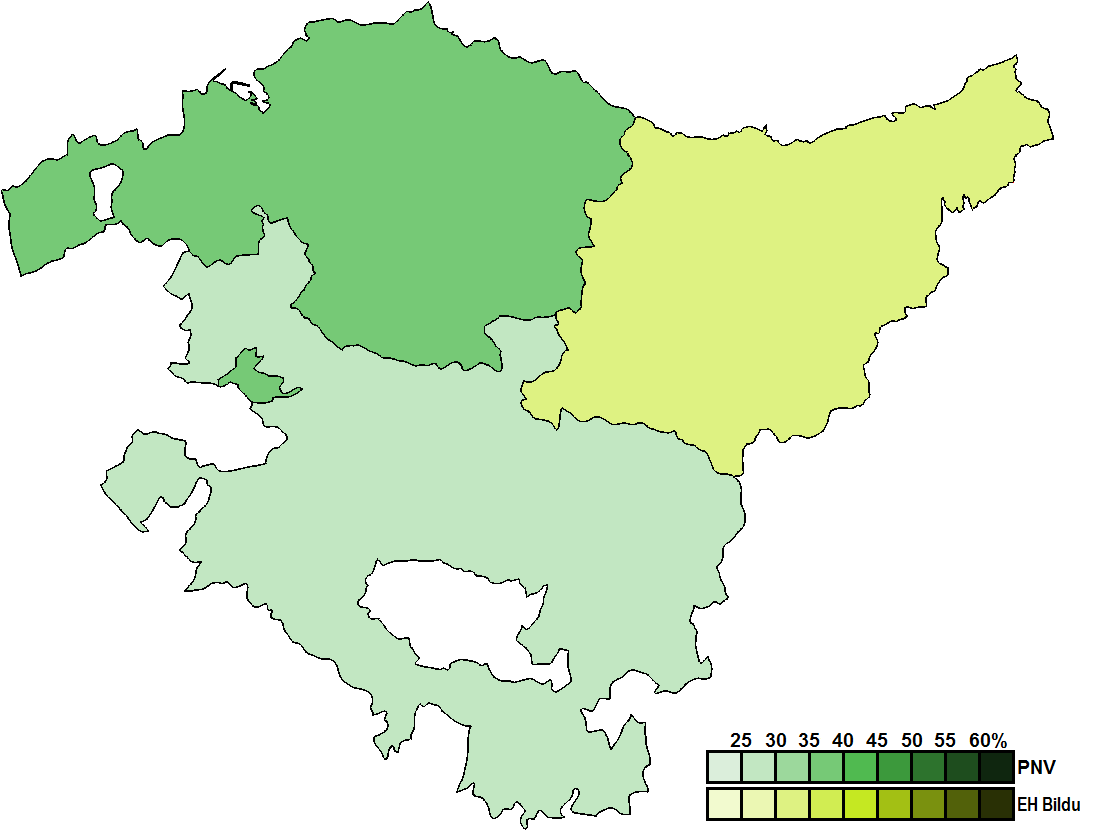
Parti arrivé en tête par circonscription et intensité de son score.

La scène politique basque est profondément bouleversée par ce scrutin, le premier depuis la fin d'ETA, auquel participent toutes les sensibilités politiques, et marqué par une victoire du Parti nationaliste basque (EAJ-PNV), qui domine la vie politique de la communauté autonome.
L'irruption d'Euskal Herria Bildu (EH Bildu) à un niveau record pour la gauche abertzale fait élire une large majorité nationaliste de 48 députés sur 75. Ce résultat des indépendantistes de gauche se fait surtout au détriment du Parti socialiste (PSE-EE-PSOE) du président du gouvernement Patxi López, principal perdant de la journée électorale et qui recule de neuf députés comme l'annonçaient les sondages. À l'image des socialistes, le Parti populaire (PP) échoue à mobiliser son électorat et perd trois députés.
Bien qu'il perde trois sièges de député, le Parti nationaliste souffre donc peu de la concurrence de Bildu, et semble bénéficier du pari personnel de son président, Iñigo Urkullu, de postuler lui-même à la direction de l'exécutif sur le fondement d'un discours renonçant aux postulats identitaires défendus par son prédécesseur à la candidature, Juan José Ibarretxe. Au niveau local, il s'impose aussi bien dans son bastion traditionnel de Bilbao qu'à Vitoria-Gasteiz, considérée comme plus favorable aux partis constitutionnalistes, et Saint-Sébastien, que gouverne Bildu depuis 2011. Celle-ci semble d'ailleurs victime d'un vote sanction, puisqu'elle fait jeu égal en sièges avec le PNV dans le Guipuscoa, qu'elle dirige.
Le PSE-EE-PSOE est lui aussi touché par un vote sanction, après trois ans et demi au gouvernement. Son accession au pouvoir avec le soutien du PP n'a pas été bien acceptée par son électorat, et sa position férocement critique des coupes budgétaires du gouvernement national de Mariano Rajoy n'a pas rencontré le soutien escompté. Pendant la campagne, sa position opposée aussi bien au droit à l'autodétermination qu'à la centralisation n'a pas su se faire entendre.

### Conséquences
La présidente du Parlement Bakartxo Tejeria annonce le 3 décembre 2012 qu'elle convoque la séance plénière d'investiture pour le 12 décembre suivant, avec un éventuel deuxième vote le lendemain à la majorité simple si aucun candidat n'obtient la majorité absolue lors du premier. À l'issue de la première session, Iñigo Urkullu obtient 27 voix sur 75, Laura Mintegi 21 voix, et le reste des 27 parlementaires s'abstient. Le résultat se répétant le lendemain, Iñigo Urkullu est investi lehendakari à la majorité relative.